# Karolina Elżbieta Hanowerska
Karolina Elżbieta Hanowerska (ur. 30 maja 1713 w Hanowerze; zm. 28 grudnia 1757 w Londynie), księżniczka Wielkiej Brytanii.

## Życiorys
Karolina Elżbieta urodziła się w Hanowerze, Niemcy. Jej ojcem był Jerzy II Hanowerski, król Anglii, najstarszy syn Jerzego I Hanowerskiego. Jej matką była Karolina z Ansbachu, córka Jana Fryderyka, margrabiego Brandenburg-Ansbach. Jako wnuczka elektora Hanoweru, od urodzenia nosiła tytuł Jej Wysokość Księżniczka Karolina Elżbieta Hanowerska. Była także księżniczką Cambridge. Zgodnie z Act of Settlement, z 1701 roku, była siódma w kolejce do brytyjskiego tronu.
W 1714, gdy zmarła królowa Anna, dziadek Karoliny, Jerzy I, został królem, a jej ojciec księciem Walii. Karolina przeprowadziła się z rodziną do Wielkiej Brytanii, gdzie zamieszkali w St. James’s Palace, Londyn. Karolina była teraz nazywana księżniczką Wielkiej Brytanii, otrzymała tytuł Jej Królewska Wysokość Karolina Elżbieta Księżniczka Walii. Po objęciu tronu przez jej ojca, Jerzego II, w 1727, nosiła tytuł Jej Królewskiej Wysokości Karoliny Elżbiety.
Księżniczka Karolina Elżbieta zmarła w wieku 44 lat w St. James’s Palace. Nigdy nie wyszła za mąż i nie miała dzieci. Została pochowana w opactwie Westminsterskim

## Tytulatura
- 30 maja 1713 – 1 sierpnia 1714:Jej Wysokość Księżniczka Karolina Elżbieta Hanowerska
- 1 sierpnia – 27 września 1714: Jej Królewska Wysokość Karolina Elżbieta Księżniczka Kornwalii i Camridge
- 27 września 1714 – 11 czerwca 1727: Jej Królewska Wysokość Karolina Elżbieta Księżniczka Walii
- 11 czerwca 1727 – 28 grudnia 1757: Jej Królewska Wysokość Księżniczka Karolina Elżbieta